# Stegosaurus
A Stegosaurus (nevének jelentése: „Fedeles gyík”) a madármedencéjű páncélos dinoszauruszok egyik neme, amely a késő jura kor késő kimmeridge-i és kora tithon alkorszakai idején élt, mintegy 155–150 millió évvel ezelőtt, a mai Észak-Amerika nyugati részén. 2006-ban egy portugáliai Stegosaurus példányról számoltak be, ami azt igazolja, hogy Európában is jelen volt. Egyedi lemezei és faroktüskéi miatt a Stegosaurus az egyik legkönnyebben felismerhető dinoszaurusz, a Tyrannosaurus, a Triceratops és az Apatosaurus mellett. A Morrison-formáció felső részén legalább három faját azonosították, és körülbelül 80 példány maradványait fedezték fel. Egykori élőhelyén olyan óriás sauropodák is gyakoriak, mint a Diplodocus, a Camarasaurus és az Apatosaurus.
A Stegosaurus nagy, nehéz felépítésű, négy lábon járó növényevő volt, sajátos és különös testtartással, melynél a hát nagymértékben meghajlott a rövid mellső lábak miatt, a fej alacsonyan, a talaj közelében, a merev farok pedig a levegőben helyezkedett el. A lemezekkel és tüskékkel kapcsolatban számos elképzelés született. A legvalószínűbb, hogy a tüskéket védekezésre használta, míg a lemezek egyaránt szolgálhattak védekezésre és hőszabályzásra. A nagyjából autóbusz méretű Stegosaurus volt a Stegosauria alrendág legnagyobb tagja (mérete meghaladta a Kentrosaurusét és a Huayangosaurusét), amely számos, a többi stegosaurusnemre jellemző tulajdonsággal rendelkezett.

## Anatómia

A Stegosaurus és az ember méretének összehasonlítása

A 9 méter hosszú és 5,3–7 tonna tömegű, négy lábon járó Stegosaurus a hátán két sorban, függőlegesen álló rombusz alakú lemezei, valamint a farka végén vízszintesen elhelyezkedő két pár hosszú tüskéje miatt az egyik legkönnyebben felismerhető dinoszaurusz. Nagy mérete ellenére eltörpült kortársai, az óriás sauropodák mellett. Páncélzatára a nagyméretű ragadozó theropoda dinoszauruszokkal, például az Allosaurusszal és a Ceratosaurusszal való együttélés miatt lehetett szüksége.
A hátsó lábain három rövid ujj volt, míg a mellsőkön öt; a belső két ujján lekerekített patákat viselt. A lábakat a lábujjak mögött levő talppárnák támasztották alá. A mellső lábak jóval rövidebbek voltak a zömök hátsóknál, ami szokatlan testtartást eredményezett. Az elfogadott rekonstrukciók alapján a farkát a talaj felett, a fejét pedig aránylag alacsonyan, körülbelül 1 méter magasságban tartotta.

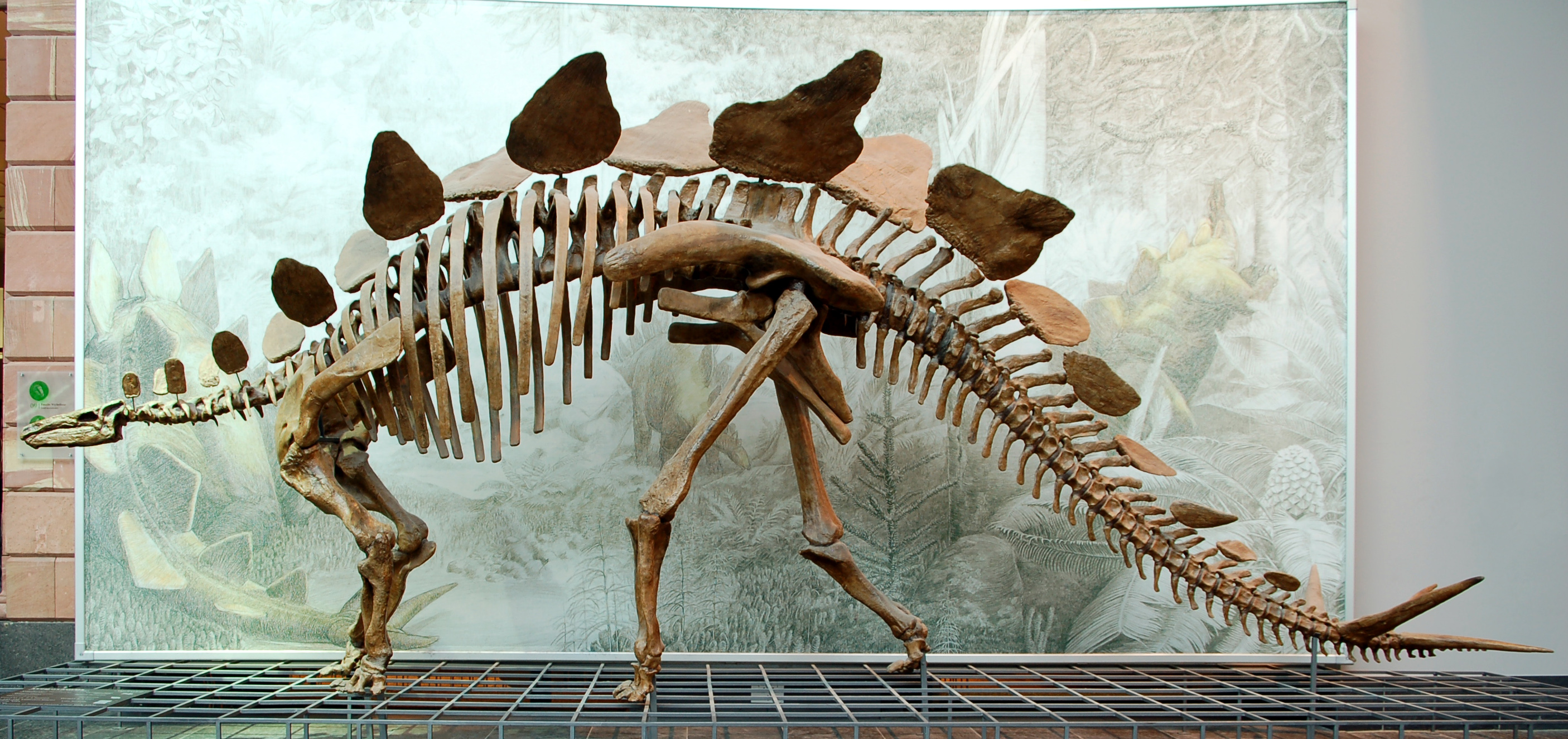
A Stegosaurus stenops rekonstruált csontváza a frankfurti Senckenberg Naturmuseumban

A hosszú és keskeny koponya aránylag kicsi volt a testhez képest. Az orr és a szem között egy, az archosaurusokra és a mai madarakra jellemző kis oldalsó nyílás (fenestra antorbitalis) található, ami a krokodiloknál elveszett. A fej alacsony elhelyezkedése arra enged következtetni, hogy a Stegosaurus a kis magasságú növényzetet legelte. Erre utal az is, hogy az elülső fogak hiányoztak, helyettük egy elszarusodott csőr volt a koponya elején. A stegosaurusok fogai kicsik és háromszög alakúak voltak, lapos oldaluk arra utal, hogy ezek az állatok megrágták a táplálékot. Az állcsontokban lévő betéthely alapján a Stegosaurus a táplálék rágás közbeni megtartását szolgáló pofával rendelkezett.

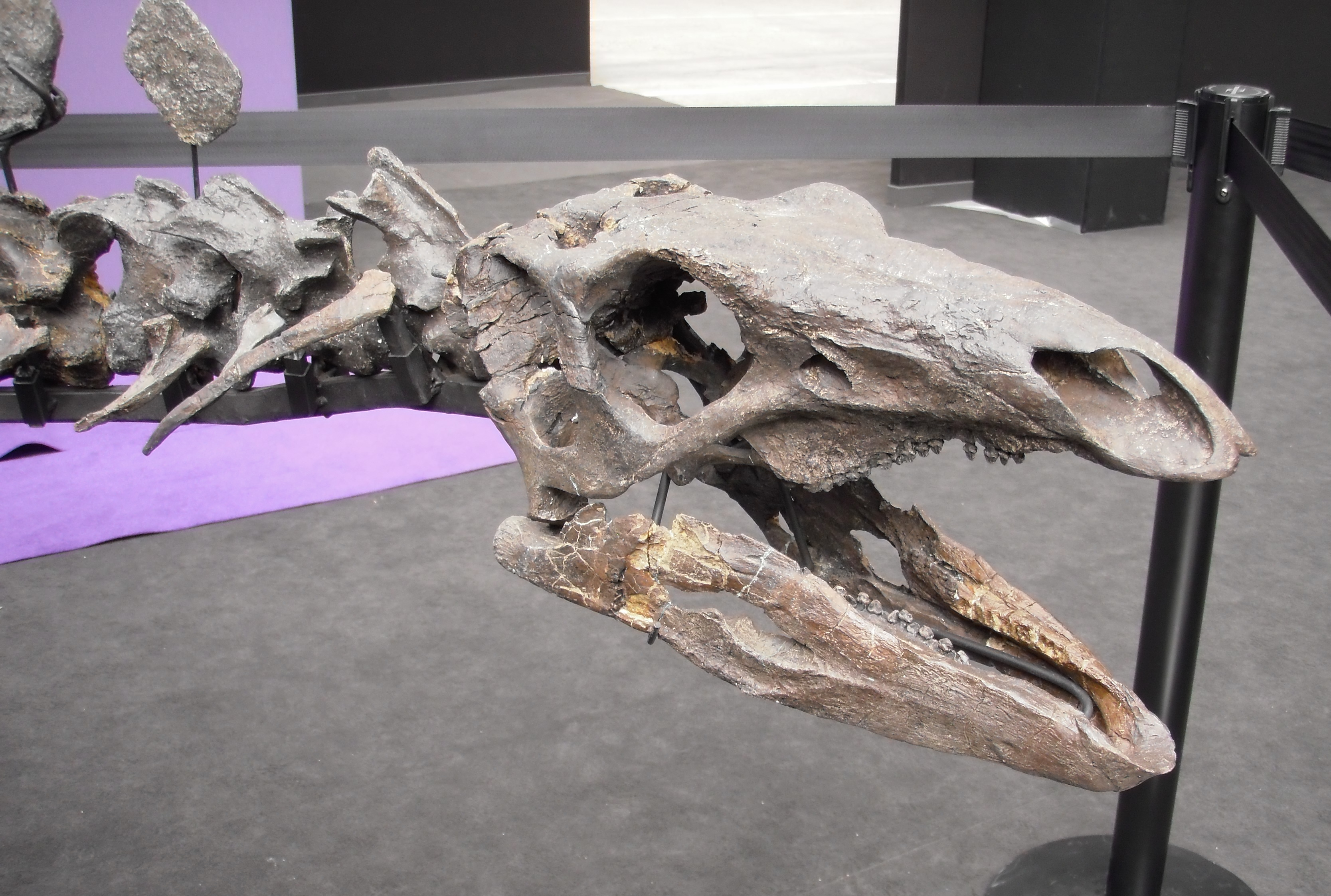
A Stegosaurus koponyája

Az állat nagy mérete ellenére a Stegosaurus koponyája kicsi, nagyjából kutyaméretű volt. Egy 1880-as években felfedezett, jó állapotban megőrződött koponya Othniel Charles Marsh számára lehetővé tette az agy méretére utaló agyüreg kiöntését. Az öntvény szerint az agy nagyon kicsi volt, talán a dinoszauruszok között a legkisebb. Ahhoz képest, hogy a testtömeg 4,5 tonna felett volt, az agy tömege a 80 grammot sem haladhatta meg, ami összhangban áll azzal a mára nagyrészt elvetett régi elképzeléssel, ami szerint a dinoszauruszok nem voltak intelligensek.
A Stegosaurusról rendelkezésre álló információ nagy része felnőtt állatok maradványaiból származik, azonban találtak fiatalabb példányokat is. 1994-ben egy még kifejletlen, 4,6 méter hosszú és 2 méter magas Stegosaurust fedeztek fel Wyoming államban, melynek tömegét 2,4 tonnára becsülték. A fosszíliát a Wyomingi Egyetem Geológiai Múzeumában (University of Wyoming Geological Museum) állították ki. A Denveri Természet és Tudomány Múzeuma (Denver Museum of Nature & Science) gyűjteményében egy még kisebb, mindössze 210 centiméter hosszú és 80 centiméter magas példány található.

## Osztályozás
A Stegosaurus a Stegosauridae család elsőként elnevezett neme és egyben a típusnem, amelytől a család a nevét kapta. A Stegosauria alrendágon belül két család található, a Stegosauridae és a Huayangosauridae. A Stegosauria a Thyreophora alrenden belül helyezkedik el, a sokkal változatosabb Ankylosauria alrendággal együtt. A stegosaurusok kládjába hasonló megjelenésű, testtartású és alakú állatok tartoznak, melyek nagyrészt a tüskék és a lemezek elrendezésében különböznek egymástól. A Stegosaurus legközelebbi rokona a kínai Wuerhosaurus és a kelet-afrikai Kentrosaurus.

### Eredet

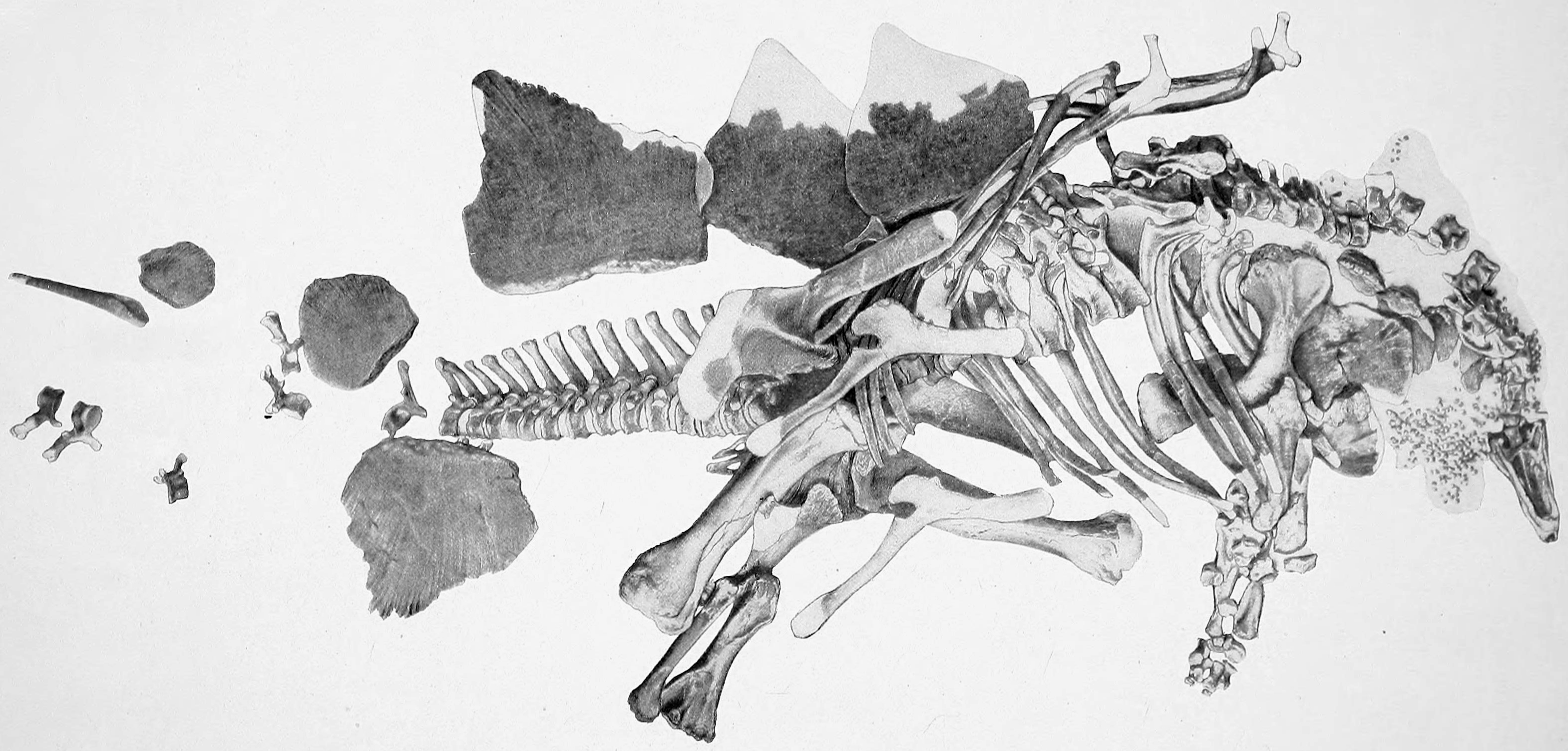
A S. stenops fosszíliája abban az állapotban, ahogyan rátaláltak

A Stegosaurus származása bizonytalan, a bazális stegosaurusok és őseik maradványai ritkák. 1985-ben a Morrison-formáció alsó részéről egy, a Stegosaurus első megjelenésénél több millió évvel korábbról, a kora kimmeridge-i alkorszakból származó stegosaurida került elő, amely a Hesperosaurus nevet kapta. A legkorábbi ismert stegosaurida (a Lexovisaurus) Anglia és Franciaország területéről az Oxford Clay-formációból került elő, a callovi korszak közepéről.
A korábbi, és még bazálisabb nem, a Huayangosaurus, a Huayangosauridae család egyetlen ismert tagja a középső jura idején (165 millió évvel ezelőtt), a Stegosaurusnál 20 millió évvel korábban élt Kínában. Még korábbról, mintegy 190 millió évvel ezelőttről származik az Anglia kora jura kori rétegéből előkerült Scelidosaurus. Ez a nem érdekes módon egyaránt rendelkezik a stegosaurusok és az ankylosaurusok jellemzőivel. A Németországban felfedezett Emausaurus kisméretű volt és négy lábon járt, míg az Egyesült Államok Arizona államában fellelt még korábbi nem, a Scutellosaurus képes volt a két lábon való járásra is. Ezek a kis, könnyű páncélzatú dinoszauruszok közeli rokonságban álltak mind a stegosaurusok, mind pedig az ankylosaurusok közvetlen őseivel. Franciaországban egy fosszilizálódott vadcsapást fedeztek fel, ami feltehetően egy korai páncélozott dinoszaurusztól, körülbelül 195 millió évvel ezelőttről származik.

## Felfedezés és fajok
A Stegosaurus, melyet eredetileg Othniel Charles Marsh nevezett el 1877-ben, a Colorado állambeli Morrisontól északra talált maradványok alapján, a csontháború során elsőként összegyűjtött és leírt dinoszauruszok egyike. Csontjai a Stegosaurus armatus holotípusává váltak. Tudományos neve (a 'fedeles gyík') Marsh elképzelésén alapul, aki úgy gondolta, hogy a lemezek az állat hátán zsindelyszerűen egymásra fektetve helyezkedtek el. A következő néhány évben nagy mennyiségű Stegosaurus fosszíliát fedeztek fel, Marsh pedig számos cikket jelentetett meg a nemmel kapcsolatban. Kezdetben több faj leírására is sor került, de a későbbiekben sokuk érvénytelenné vagy a meglevő fajok szinonimájává vált, így végül két jól ismert és egy kevésbé ismert faj maradt. A Morrison-formáció 2–6. sztratigráfiai zónájában igazolt Stegosaurus maradványokat találtak, az 1. sztratigráfiai zónából pedig a Stegosaurushoz köthető maradványok kerültek elő.

### Érvényes fajok
| Előfordulási adatok |
| --- |
| S. armatus - Morrison-formáció, Colorado, Wyoming és Utah S. stenops - Morrison-formáció, Colorado, Wyoming és Utah S. longispinus - Morrison-formáció, Wyoming és feltehetően Utah |

A Stegosaurus armatus, jelentése 'páncélozott fedeles gyík', az elsőként felfedezett faj, amely két részleges csontváz, két részleges koponya és legalább 30 töredékes egyed alapján ismert. Négy vízszintes faroktüskével és aránylag kis lemezekkel rendelkezett. 9 méteres testhosszával a leghosszabbnak számít a Stegosaurus fajok között.
A Stegosaurus stenops, azaz 'keskeny arcú fedeles gyík' neve 1887-ből, Marshtól származik, holotípusára pedig Marshal Felch talált rá a Garden Parkban, a coloradói Cañon Citytől északra, 1886-ban. Ez a Stegosaurus legjobban ismert faja, főként annak köszönhetően, hogy a fosszíliái között legalább egy teljes, összefüggő csontváz is található. Nagy, széles lemezekkel és négy hosszú faroktüskével rendelkezett. A Stegosaurus stenops egy teljes és négy részleges koponya, valamint legalább 50 részleges csontváz alapján ismert, melyek között felnőtt és fiatal egyedekhez tartozók egyaránt találhatók. A S. armatusnál rövidebb volt, a hossza elérte a 7 métert.
A Stegosaurus longispinus jelentése 'hosszú tüskéjű fedeles gyík'. Ezt a fajt Charles W. Gilmore nevezte el, és egy részleges csontváz alapján ismert, melyre a Morrison-formációban, Wyoming államban találtak rá. A Stegosaurus longispinus szokatlanul hosszú faroktüskéiről ismert. Egyes kutatók szerint inkább a Kentrosaurus nemhez tartozik. A S. stenopshoz hasonlóan 7 méteres hosszúságot ért el.
2008-ban Susannah Maidment és kollégái nagymértékű változtatást végeztek a Stegosaurus taxonómiáján. Javasolták a S. stenops és a (néha érvényesnek tekintett; lásd lentebb) S. ungulatus és a S. armatus szinonimizálását, továbbá a Hesperosaurus és a Wuerhosaurus Stegosaurus nembe való beolvasztását, típusfajaik Stegosaurus mjosira és Stegosaurus homhenire történő átnevezésével. Emellett javasolták a S. longispinus kétséges névként való megjelölését is. Az elképzelésük alapján a Stegosaurus három érvényes fajt tartalmaz (a S. armatust, a S. homhenit és a S. mjosit), az evolúciós időszaka és területe pedig a késő jura kori Észak-Amerikától és Európától a kora kréta kori Ázsiáig terjed.

### Nomina dubia(kétséges nevek)

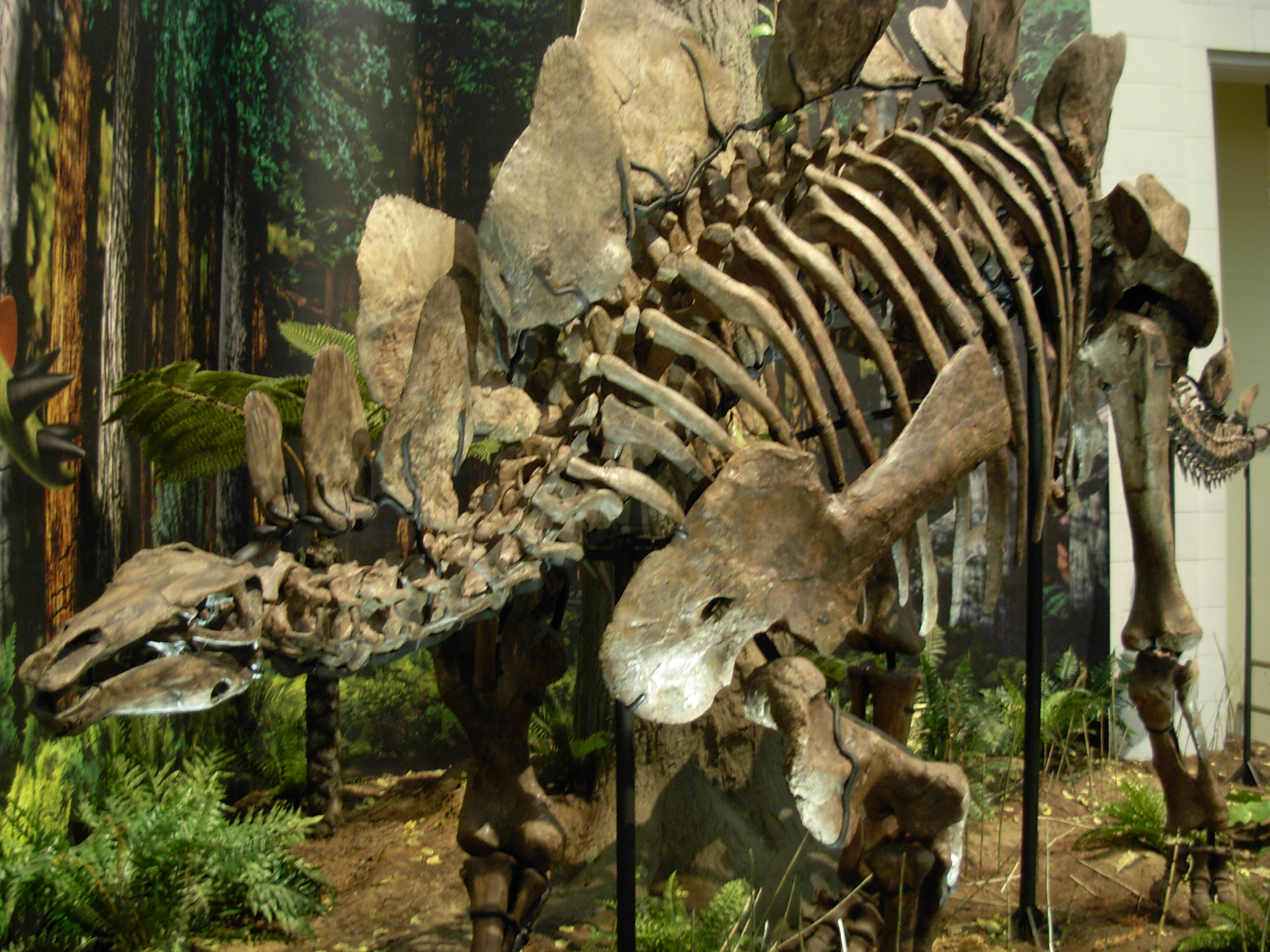
A S. ungulatus csontváza a Carnegie Természetrajzi Múzeum (Carnegie Museum of Natural History) kiállításán

A Stegosaurus ungulatus, azaz 'patás fedeles gyík' maradványait a Wyoming állambeli Como Bluffban fedezték fel 1879-ben, neve pedig Marshtól származik. Néhány csigolya és páncéllemez alapján ismert. Elképzelhető, hogy a S. armatus fiatal példánya, habár a S. armatus teljes leírása még nem készült el. A Portugáliában fellelt, és a késő kimmeridge-i–kora tithon korszakra datált példányt is ehhez a fajhoz sorolták be.

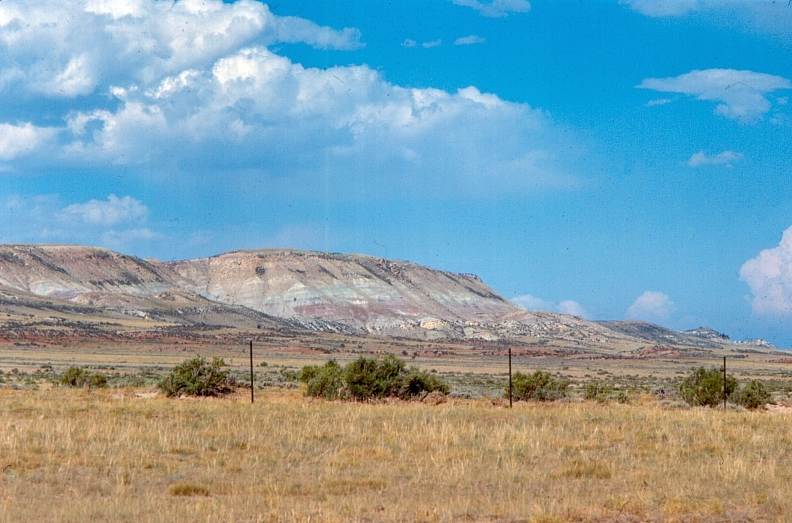
Kőzetrétegek Como Bluffnál

A Stegosaurus sulcatus, a 'barázdás fedeles gyík' leírását Marsh készítette el 1887-ben egy részleges csontváz alapján. A S. armatus szinonimájának tekintik. A Stegosaurus duplex jelentése 'kettős fedeles gyík' (utalásként a keresztcsontnál levő, jelentősen megnagyobbodott idegcsatornára, amit Marsh „hátsó agyüregként” jellemzett), és feltehetően megegyezik a S. armatusszal. Habár a név Marsh-tól, 1887-ből származik (a faj holotípusával együtt), a tagolatlan csontokat valójában Edward Ashley gyűjtötte össze 1879-ben, a Wyoming állambeli Como Bluffban.
A Stegosaurus seeleyanus, korábbi nevén Hypsirophus, feltehetően megegyezik a S. armatusszal. A Stegosaurus (Diracodon) laticeps leírását Marsh végezte el 1881-ben, néhány állcsont maradvány alapján. Egyesek szerint a S. stenops a Diracodon egyik faja, míg mások szerint a Diracodon egy Stegosaurus faj. 1986-ban Robert T. Bakker felélesztette a D. laticeps elnevezést, mások szerint azonban az anyag nem diagnosztikus, és valószínűleg a S. stenops szinonimája.
A Stegosaurus affinis, melyet Marsh írt le 1881-ben, csupán egy szeméremcsont alapján ismert, és nomen dubiumnak tekintendő. Feltehetően a S. armatus szinonimája.

### Átsorolt fajok
A Madagaszkárról származó Stegosaurus madagascariensis kizárólag a fogai alapján ismert, leírását pedig Jean Piveteau készítette el 1926-ban. A leletet változóan egy stegosaurus, a theropodák közé tartozó Majungasaurus, egy hadrosaurida, illetve egy krokodil fogaiként tartják számon.
Egyes, korábban a Stegosaurus fosszíliáinak tekintett maradványokat jelenleg más nemekhez sorolnak be. Ez a helyzet például a Frederick Lucas által 1901-ben leírt Stegosaurus marshival, melyet 1902-ben Hoplitosaurusra neveztek át. A Stegosaurus priscust, melynek leírását 1911-ben Nopcsa Ferenc készítette el, a Lexovisaurushoz társították, jelenleg pedig a Loricatosaurus típusfajának tekintik.

## Ősbiológia

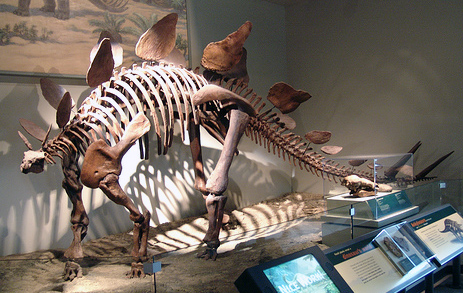
A Stegosaurus a Field Természetrajzi Múzeumban (Field Museum of Natural History)

A Stegosaurus a legnagyobb stegosaurus volt, a tömege az 5,3–7 tonnát is elérhette. Felfedezésekor a rövid mellső lábai miatt Marsh úgy vélte, hogy két lábon járt, ám 1891-ben, miután felismerte, hogy milyen nehéz felépítésű volt, megváltoztatta a véleményét. A Stegosaurust jelenleg egyértelműen négy lábon járó állatként tartják számon, noha viták folytak arról, hogy képes lehetett-e a hátsó lábaira állni, a farkát támasztékként használva, hogy elérhesse a magasabban található lombokat. Ezt a Robert Bakker által felvetett elképzelést Kenneth Carpenter kezdte vitatni.
A Stegosaurus mellső lábai a hátsókhoz viszonyítva nagyon rövidek voltak. Ráadásul a mellső lábak alsó része (a sípcsont és a szárkapocs csont) a combcsonthoz képest rövid volt. Ez arra utal, hogy az állat nem volt képes gyors járásra, ugyanis az alapján, hogy a hátsó lábak mikor érik el a mellsőket, a maximális sebességnek 6–7 km/h-nak kellett lennie.

### „Második agy”
Nem sokkal a Stegosaurus leírását követően Marsh észrevette, hogy a gerincoszlop csípő részénél egy nagy csatorna található, amiben egy, az agynál 20-szor nagyobb struktúra is elférhetett. Ez vezetett ahhoz a híres elmélethez, ami szerint a Stegosaurushoz hasonló dinoszauruszok a farkuknál egy „második aggyal” rendelkeztek, ami a test hátsó részének irányításáért volt felelős. Az is felmerült, hogy a második agy működése átmenetileg intenzívebbé vált, amikor a Stegosaurust megtámadták a ragadozók. A későbbiekben vitatottá vált, hogy a hely (ami a sauropodáknál is megtalálható) tartalmazhatott-e a mai madaraknál is ismert glikogén testet, melynek pontos feladata kérdéses, de a feltételezés szerint az állat idegrendszerének glikogénellátását segíti.

### Lemezek

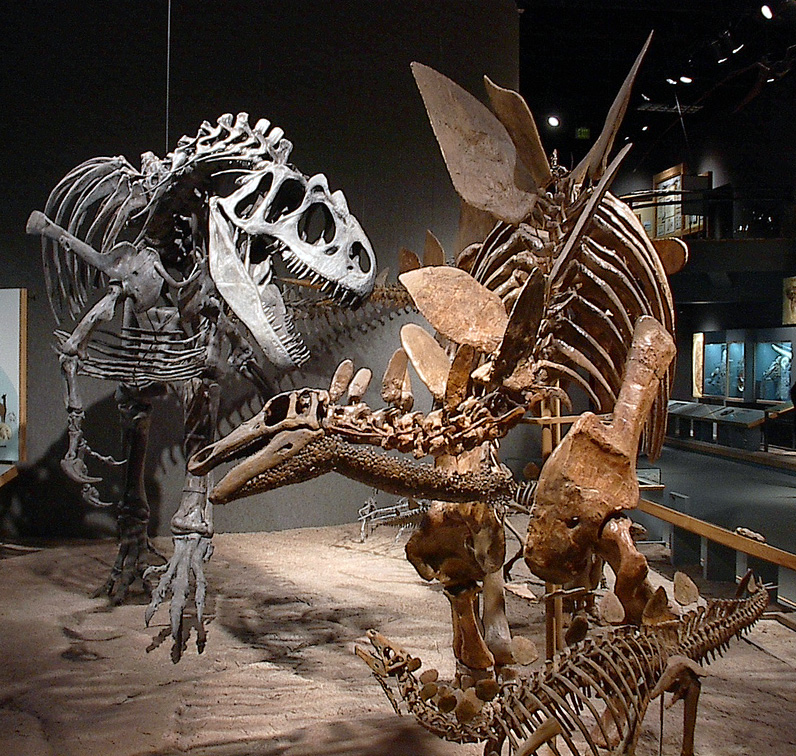
Egy fiatal és egy felnőtt S. stenops, valamint egy támadó helyzetben álló Allosaurus csontváza a Denveri Természet és Tudomány Múzeumában (Denver Museum of Nature and Science)

A Stegosaurus leginkább felismerhető jellegzetességei a bőrlemezek, melyekből 17 darab található az állat hátán. E nagymértékben módosult bőrcsontok (csontmagos pikkelyek) a mai krokodiloknál és gyíkoknál is megtalálható függelékekre hasonlítanak. Nem volt közvetlen kapcsolatuk a csontvázzal, ehelyett az állat bőréhez kapcsolódtak. A múltban egyes őslénykutatók, például Robert Bakker, azt feltételezték, hogy a lemezek bizonyos szögben mozgathatók voltak, mások azonban elvetették ezt az elképzelést. Bakker szerint a lemezek hegyes szaruborítású lemezek csontmagvai voltak, melyeket a Stegosaurus képes volt egyik oldalról a másikra billenteni, hogy egy sor tüskével és pengével próbálja meggátolni a ragadozókat abban, hogy egy hatékony támadáshoz megfelelő közelségbe kerüljenek. A lemezek természetes módon meghajolhattak a Stegosaurus oldalai felé, a hosszuk tükrözhette az állat szélességét a gerinc mentén. Bakker magyarázata a lemezek feltételezett szaru borítására vonatkozóan az volt, hogy a fosszilizálódott lemezek felülete hasonlóságot mutat azokkal a más állatoknál talált csontos részekkel, amik az ismeretek, illetve a feltételezés alapján szaruval voltak borítva. Emellett a védelemmel kapcsolatban úgy vélekedett, hogy a lemezek szélessége nem volt elegendő ahhoz, hogy könnyedén függőleges helyzetbe lehessen azokat állítani, az izmok folyamatos megfeszítése nélkül. A legnagyobb lemezek az állat csípője felett helyezkedtek el, a szélességük és a magasságuk egyaránt 60 centiméter volt. A lemezek elrendezése sokáig viták tárgyát képezte, de végül a legtöbb őslénykutató egyetértésre jutott abban, hogy két sorban helyezkedtek el az állat hátán, a test középvonalának két oldalán.

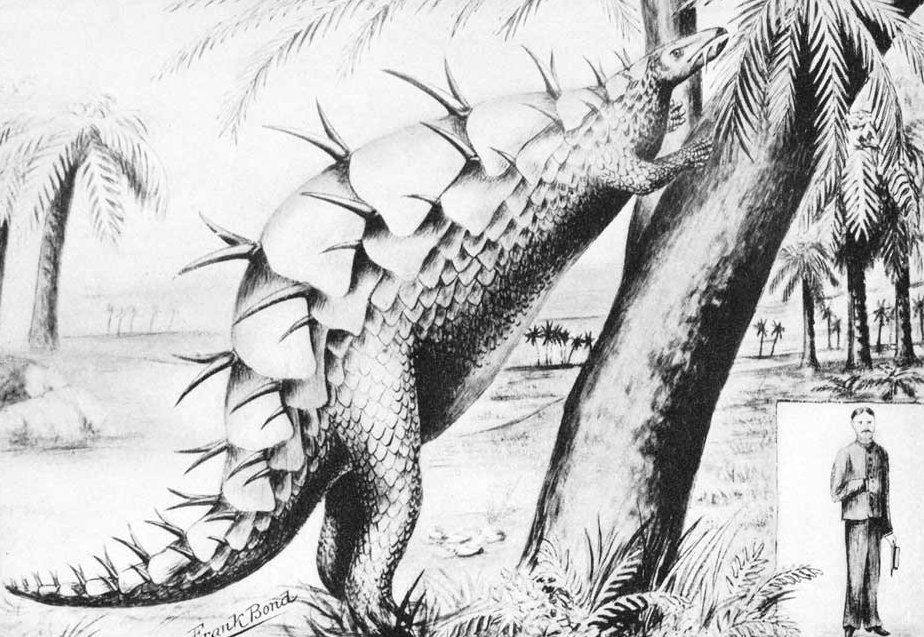
A Stegosaurus korai rekonstrukciója a hátra fektetett lemezekkel és a test különböző pontjain elhelyezett tüskékkel

A lemezek feladata sok vitát váltott ki. Kezdetben úgy gondolták, hogy pajzsként szolgáltak, de úgy tűnik, hogy túl törékenyek és rosszul elhelyezettek voltak ahhoz, hogy védelmet nyújthassanak, mivel védtelenül hagyták az állat oldalait. Később egyes kutatók felvetették, hogy a testhőmérséklet szabályzásában lehetett szerepük. Elképzelésük szerint a Spinosaurus vagy a pelycosaurusok közé tartozó Dimetrodon hátán levő vitorlához (és a ma élő elefántok és nyulak füleihez) hasonlóan a lemezek barázdáiban vérerek voltak, és a lemezeket körülvevő levegő lehűtötte az erekben keringő vért. Ezt az elméletet komolyan megkérdőjelezték, mivel legközelebbi rokonaival ellentétben a Stegosaurus stenops lemezek helyett kis felületű tüskékkel rendelkezett, ami arra utal, hogy a hűtés nem volt annyira fontos, hogy lemez formájú egyedi képződményeket igényeljen.
Nagy méretük miatt elképzelhető, hogy a lemezek célja talán az állat látszólagos magasságának megnövelése volt, az ellenségek elriasztása vagy a párzás során történő pózolás érdekében, habár a hímek, és a nőstények egyaránt rendelkeztek velük. Egy 2005-ös tanulmány szerint a lemezek azonosításra szolgáltak. A kutatók úgy vélik, hogy a különböző dinoszauruszfajok egyéb anatómiai jellegzetességeinek hasonló célja lehetett. A Stegosaurus stenops a lemezek mellett a csípőjénél korong alakú lemezeket is viselt.
A Stegosaurusról szóló könyvek és cikkek egyik fő témája a lemezek elrendezése. Az erről szóló vita az egyik legfontosabb a dinoszaurusz rekonstrukciók történetében. Az évek során négy lehetséges elrendezés merült fel:

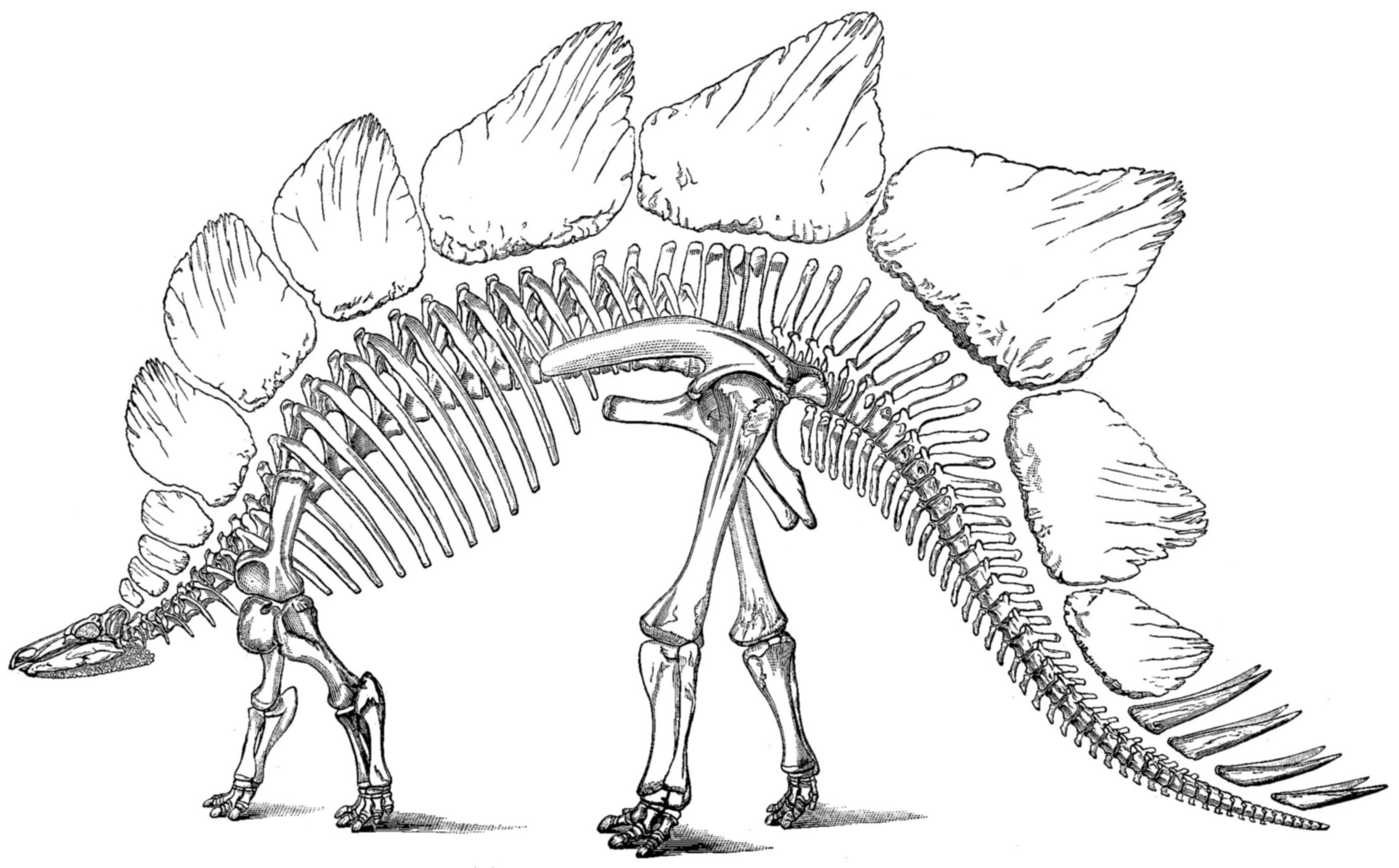
Marsh 1896-ban készült S. stenops illusztrációja. Megjegyzendő, hogy a háton látható 12 lemez helyett a valóságban 17 volt, míg a párosan elhelyezkedő 8 faroktüske helyett csak 4

1. A lemezek egy páncélzathoz hasonlóan a hátra fektetve helyezkednek el. Ez Marsh eredeti értelmezése, mely alapján a 'fedeles gyík' elnevezés megszületett. Ahogy további és teljes lemezek kerültek elő, az alakjuk megmutatta, hogy inkább a sarkukon álltak.
2. 1891-ben Marsh egy jobban ismert nézettel hozakodott elő a Stegosaurusszal kapcsolatban,[26] miszerint a lemezek egy sorban álltak. Ezt meglehetősen korán elvetették azért, mert nehezen volt elképzelhető, hogyan ágyazódtak be a lemezek a bőrbe, illetve azért mert így túlságosan sűrűn helyezkedtek volna el. Az elképzelés az 1980-as években újjáéledt Stephen Czerkas munkája nyomán,[36] aki az iguana háttüskéinek elrendezését másolta le.
3. A lemezek két sorban, párosával helyezkedtek el a háton. Talán ez a képeken leggyakrabban látható elrendezés, ami különösen gyakran fordul elő a korai ábrázolásokon (az 1970-es évek dinoszaurusz reneszánsza óta). (Az 1933-as King Kong című filmben szereplő Stegosaurus is így jelenik meg.) Az egy fosszíliánál található lemezek között azonban sosem fordulnak elő azonos méretűek és alakúak.
4. Eltérő lemezek két sorban. Az 1960-as évek kezdetén ez vált az uralkodó nézetté, főként azért, mert az egyik, még összefüggő Stegosaurus fosszília ezt az elrendezést őrizte meg. A kifogás ezzel szemben az, hogy nehezen képzelhető el, hogyan fejlődhetett ki ez az egyenlőtlenség, ami egyetlen másik hüllőre sem jellemző.

### Faroktüskék

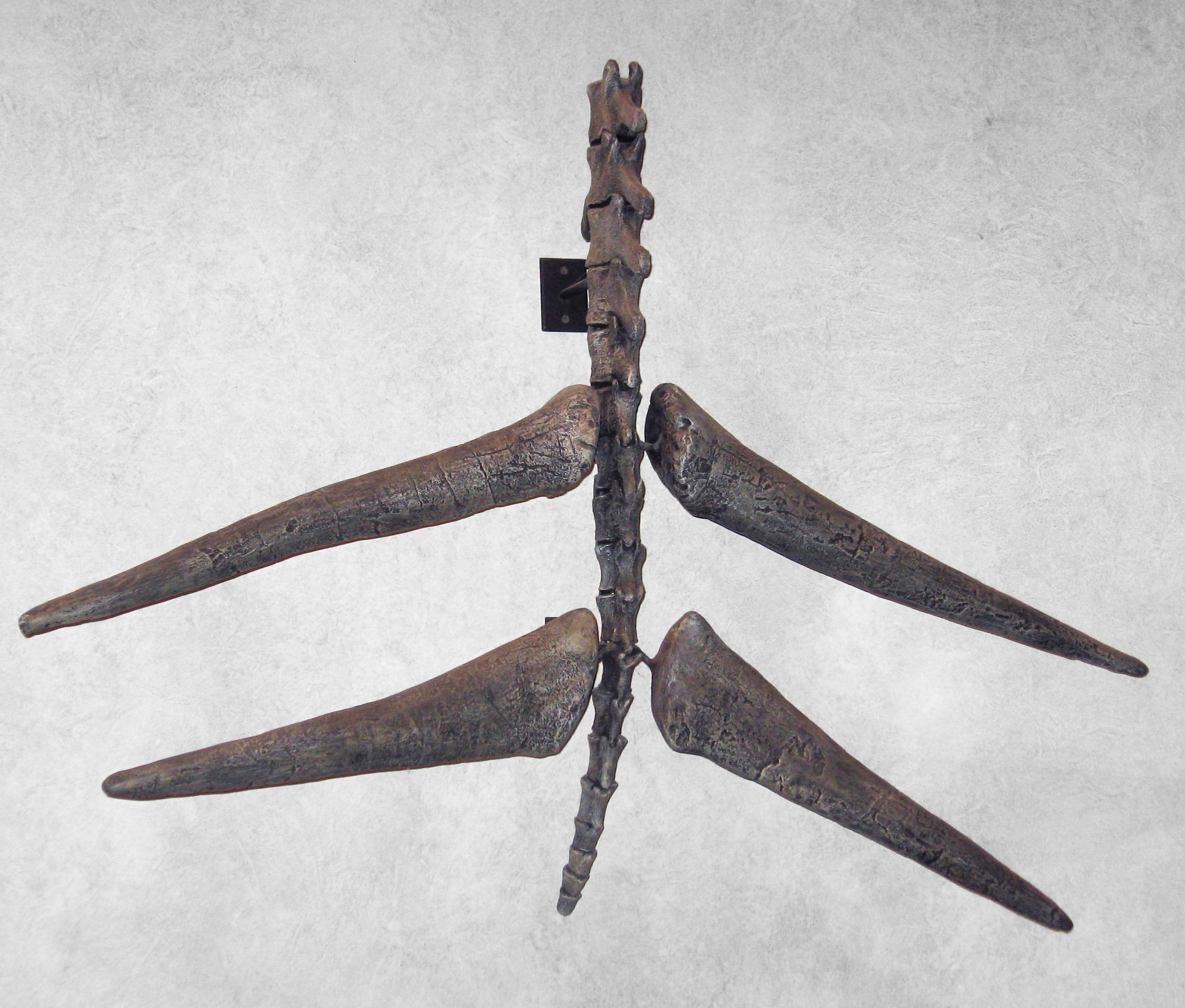
Faroktüske egy felállított Stegosaurus csontvázán

Vitatott, hogy a faroktüskék Gilmore 1914-es állításának megfelelően csak pózolásra szolgáltak, vagy inkább fegyverek voltak. Robert Bakker szerint sokkal rugalmasabbak lehettek, mint a többi dinoszaurusz tüskéi, mivel hiányoztak belőlük az elcsontosodott inak, ami a fegyver hipotézisnek ad hitelt. Ezzel kapcsolatban Carpenter megjegyezte, hogy a lemezek számos farokcsigolyát átfedtek, ami korlátozhatta a farok mozgását. Azonban Bakker felfedezte, hogy a Stegosaurus hátsó része könnyen mozgatható, így támadás esetén az állat hosszú hátsó lábait mozdulatlanul tartva, rövid, izmos mellső lábait használva, képes lehetett gyorsan reagálni a támadásra. L. A. McWhinney és szerzőtársai 2001-es faroktüskékről szóló tanulmánya a gyakori traumás sérüléseket bemutatva azt az álláspontot erősíti, hogy a tüskéket harc közben használták. Ezt az elméletet támogatja egy lyukas Allosaurus farokcsigolya is, amelybe tökéletesen beleillik egy faroktüske.
A Stegosaurus stenops a farkán négy darab 60–90 centiméter hosszú bőrtüskét viselt. A tagolt Stegosaurus pajzsok felfedezése, legalábbis néhány példány esetében arra utal, hogy a tüskék vízszintesen álltak ki a farokból és nem függőlegesen, ahogy az a képeken gyakran látható. Marsh első leírása szerint a S. armatusnak nyolc faroktüskéje volt, ellentétben a S. stenopsszal, a későbbi vizsgálatok azonban arra a következtetésre jutottak, hogy ez a faj is csak négy tüskével rendelkezett.

### Étrend

A Stegosaurus fogának rekonstrukciója

A Stegosaurus és a rokonságába tartozó nemek növényevő életmódot folytattak, viszont a többi madármedencéjű növényevőtől eltérő táplálkozási stratégiát követtek. Míg más madármedencéjűek a növények megőrlésére képes fogakkal rendelkeztek, állkapcsuk felépítése pedig az egyszerű függőleges mellett alkalmas volt a vízszintes mozgásra is, addig a Stegosaurusnak (és a többi stegosaurusnak) kis, vízszintes lemezekkel ellátott fogai és szinte csak harapásra alkalmas állcsontjai voltak.
A stegosaurusok sikeres állatoknak tekinthetők, mivel többféle változatuk is kialakult, és földrajzilag elterjedtek a késő jura kor során. Az őslénykutatók úgy vélik, hogy mohákat, harasztokat, zsurlókat, cikászokat, tűlevelűeket és gyümölcsöket fogyasztottak, és rágóképességük hiánya miatt zúzóköveket nyeltek az emésztésük megkönnyítésére, a mai madarakhoz és krokodilokhoz hasonlóan. A fű legelése, ami a mai növényevő emlősöknél megfigyelhető, nem volt lehetséges a Stegosaurus számára, mivel a fűfélék csak a késő kréta korban jelentek meg, évmilliókkal a Stegosaurus kihalása után.
Az egyik feltételezett táplálkozási stratégia szerint ezek az állatok kis magasságban legelve a különféle virágtalan növények lombjait és gyümölcseit fogyasztották. Eszerint a Stegosaurus a talajszinttől legalább egy méter magasan táplálkozott. Ha azonban a Stegosaurus a hátsó lábaira tudott állni, ahogy azt Bakker felvetette, képes lehetett a magasabban levő növényekkel is táplálkozni, így egy felnőtt példány akár a 6 méter magasságban levő élelmet is elérhette.

### Viselkedés
A coloradói Morrison Természetrajzi Múzeum (Morrison Natural History Museum) kutatója, Matthew Mossbrucker által felfedezett lábnyomok alapján a Stegosaurus különböző korú egyedekből álló csordákban élt. A nyomok egyik csoportja négy vagy öt egy irányba haladó fióka nyomait őrizte meg, míg egy másik fosszílián egy fiatal egyed lábnyoma látható, amire egy felnőtté nyomódott.

## Popkulturális hatás

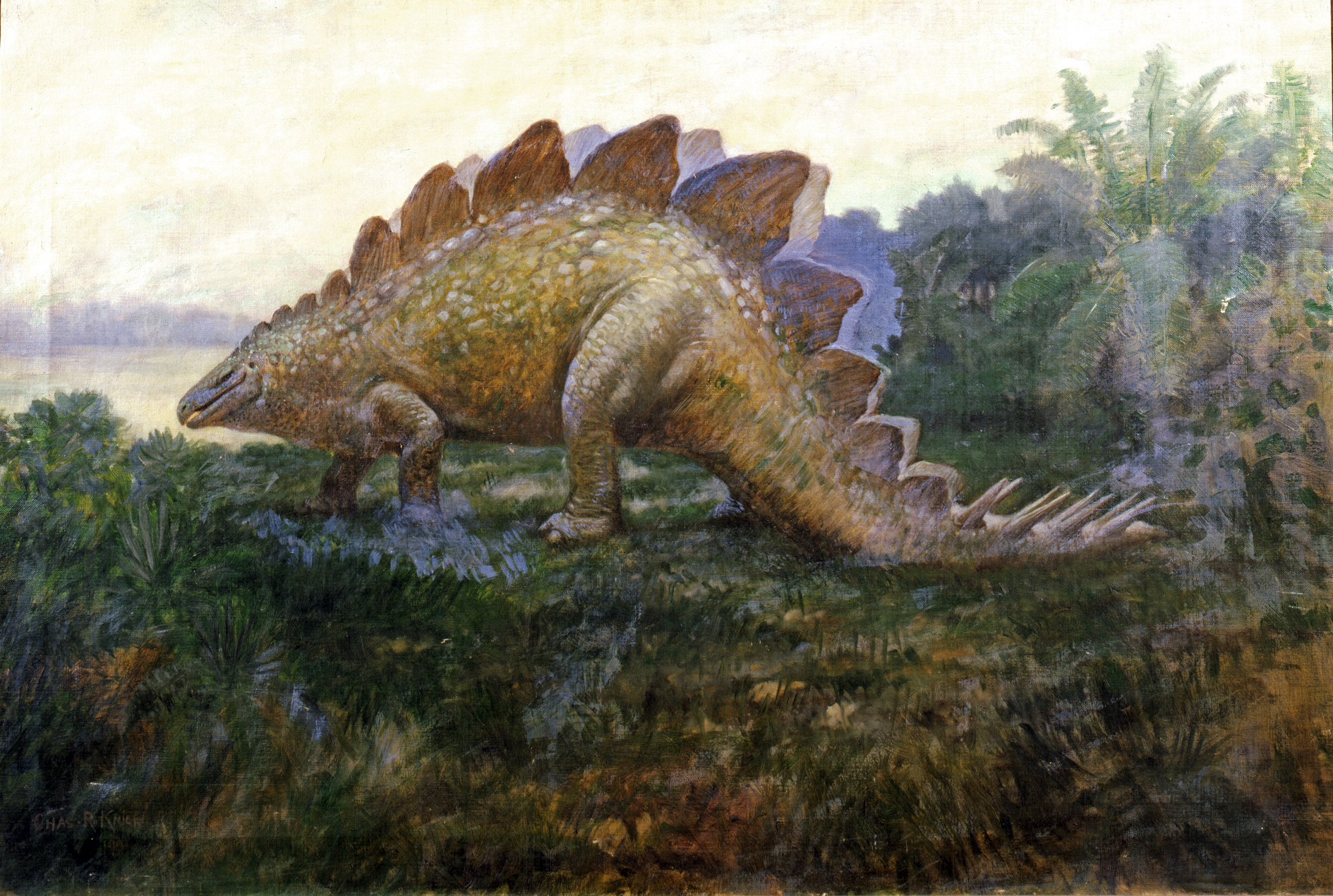
A Stegosaurus Charles R. Knight 1912-ben készült festményén

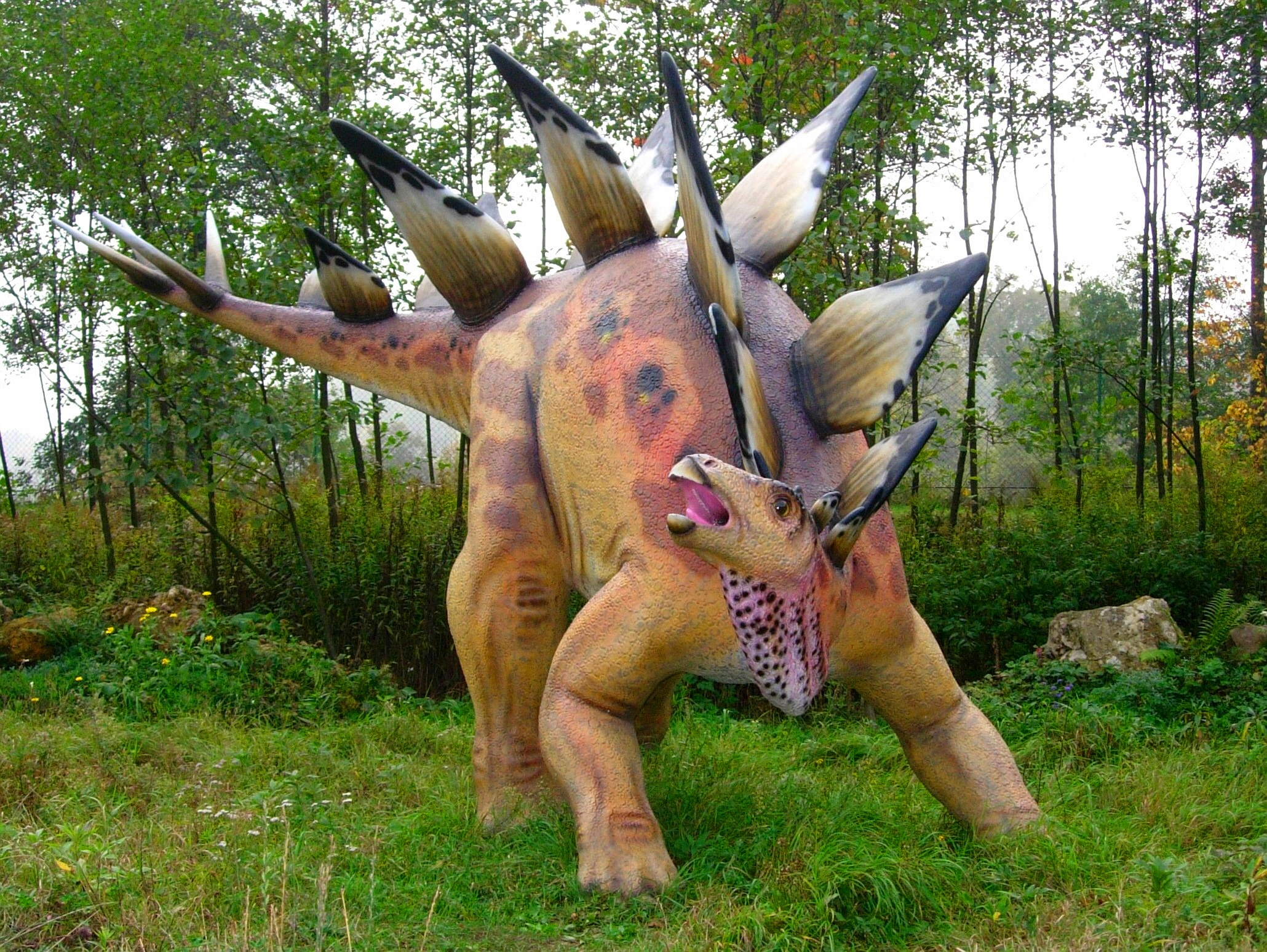
Stegosaurus modell a lengyelországi Bałtów Jurassic Parkban

A Stegosaurus a legkönnyebben felismerhető dinoszauruszok egyike, amely filmekben, képregényekben és gyermekjátékok formájában egyaránt felbukkan, emellett pedig 1982-ben Colorado állam hivatalos dinoszauruszává vált.
Egy Stegosaurusról készült rajz fontos szerepet tölt be Arthur Conan Doyle Az elveszett világ című regényének első fejezeteiben. Evelyn Sibley gyermekkönyve, a The Shy Stegosaurus of Cricket Creek (A Cricket-patak félénk Stegosaurusa) egy ikerpárról szól, akik a farmjukon egy beszélő Stegosaurust találnak.
A Stegosaurus az évek során többször is látható volt a képernyőn és a mozivásznon, gyakran nagy húsevő dinoszauruszokkal harcolva. A klasszikussá vált 1933-as King Kong című filmben a Stegosaurus az első dinoszaurusz, amellyel a mentőcsapat találkozik (a Peter Jackson által készített 2005-ös adaptációban a Triceratopshoz hasonló, kitalált „Ferructus” nevű állat veszi át a helyét). Az 1954-es Journey to the Beginning of Time (Utazás az idők kezdetéhez) című filmben a Ceratosaurusszal harcol, az 1956-os The Animal Worldben (Az állatvilág) pedig ismét feltűnik. Michael Crichton 1990-es Jurassic Park című regényében a park beteg dinoszaurusza egy Stegosaurus, és bár a filmváltozatban egy Triceratops szerepel helyette, a neve hibás formában ('Stegasaurus') felbukkan a Nedry által ellopott dinoszauruszembriós fiolák egyikén. Az 1997-es Az elveszett világ: Jurassic Park és a 2001-es Jurassic Park III egy-egy jelenetében már a Stegosaurus is látható. A Godzilla-filmek szörnyének megalkotásához a Tyrannosaurus és az Iguanodon mellett a Stegosaurust is felhasználták. A King Kong vs. Godzilla amerikai változatának egyik szereplője meg is jegyzi, hogy Godzilla félig Stegosaurus, félig pedig Tyrannosaurus.
A Stegosaurus az Allosaurusszal együtt szerepel a BBC által készített Dinoszauruszok, a Föld urai második részében és a sorozat Nagy Al Balladája című különkiadásában. Emellett látható a Dinoszauruszok, az ősvilág urai (When Dinosaurs Roamed America, 2001) és a Jurassic Fight Club (2008) című dokumentumfilmekben is, ahol szintén az Allosaurusszal kerül szembe.
Képregényekben is szerepet kapott, a Transformers képregényekben mint Acsargó tűnik fel a dinobotok csapatában. Később bekerült a filmsorozatba és a mozifilmbe is.

## Fordítás
- Ez a szócikk részben vagy egészben a Stegosaurus című angol Wikipédia-szócikk ezen változatának fordításán alapul.  Az eredeti cikk szerkesztőit annak laptörténete sorolja fel. Ez a jelzés csupán a megfogalmazás eredetét és a szerzői jogokat jelzi, nem szolgál a cikkben szereplő információk forrásmegjelöléseként.